# Grand Prix automobile d'Allemagne 2005
GP précédent GP suivant
Le Grand Prix automobile d'Allemagne 2005 (Formula 1 Grosser Mobil 1 Preis von Deutschland 2005), disputé sur le circuit d'Hockenheim  le 24 juillet 2005, est la 743e épreuve du championnat du monde de Formule 1 courue depuis 1950 et la douzième manche du championnat 2005.

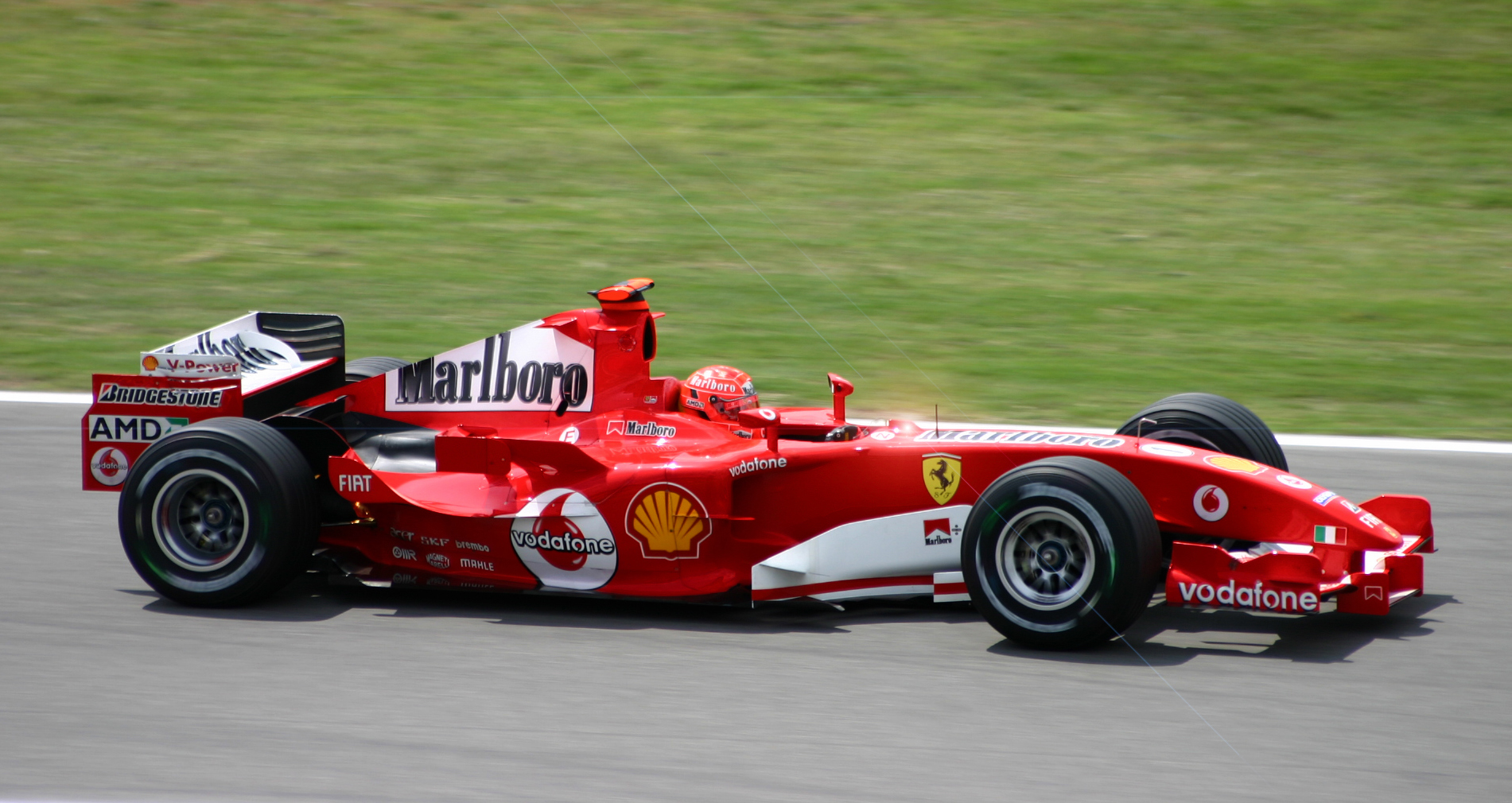
Michael Schumacher, cinquième de son Grand Prix national.

## Qualifications

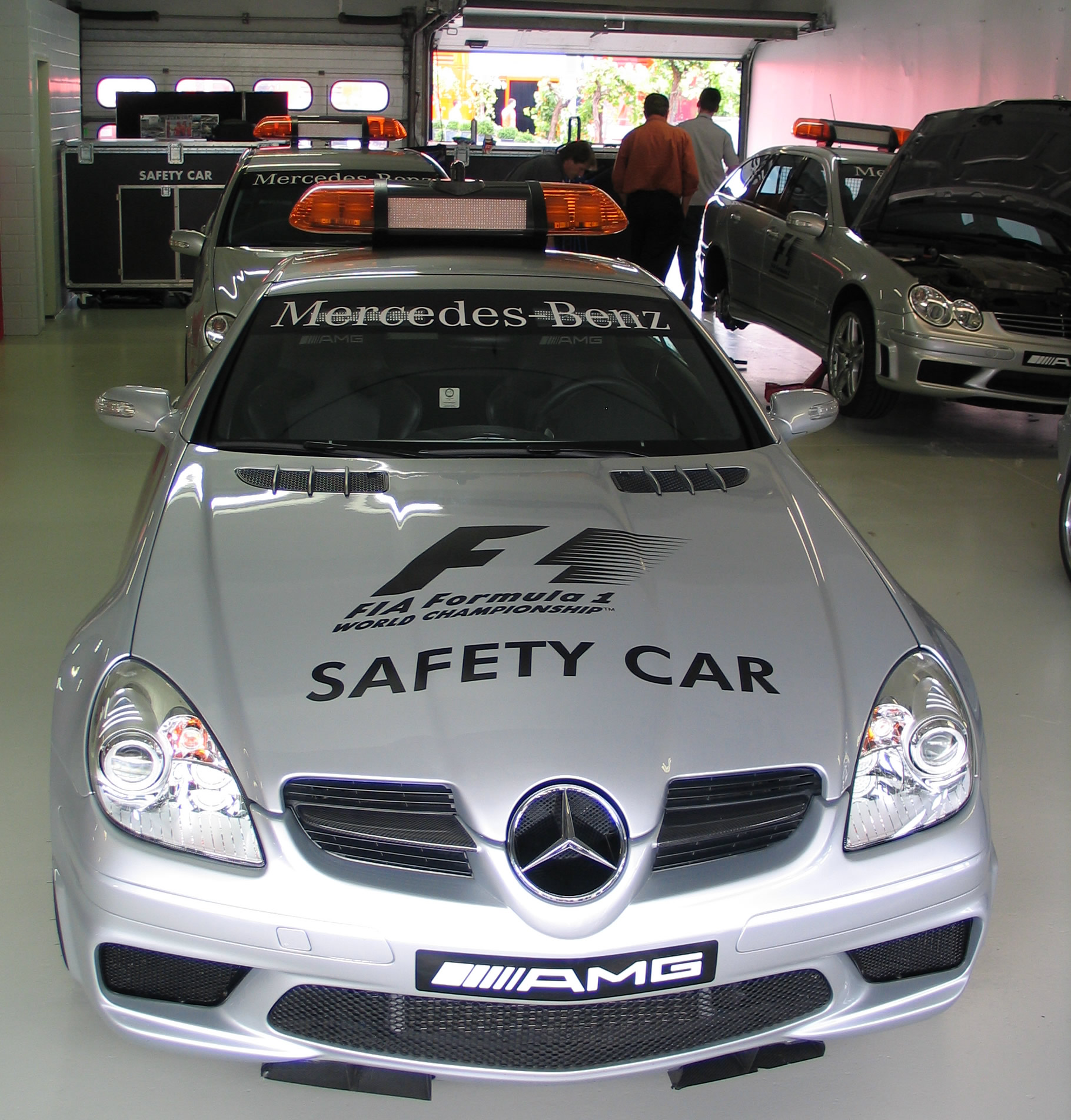
La voiture de sécurité de la FIA

| Pos | N° | Pilote               | Écurie            | Temps          | Écart     |
| --- | -- | -------------------- | ----------------- | -------------- | --------- |
| 1   | 9  | Kimi Räikkönen       | McLaren-Mercedes  | 1 min 14 s 320 |           |
| 2   | 3  | Jenson Button        | BAR-Honda         | 1 min 14 s 759 | + 0 s 439 |
| 3   | 5  | Fernando Alonso      | Renault           | 1 min 14 s 904 | + 0 s 586 |
| 4   | 6  | Giancarlo Fisichella | Renault           | 1 min 14 s 927 | + 0 s 609 |
| 5   | 1  | Michael Schumacher   | Ferrari           | 1 min 15 s 006 | + 0 s 688 |
| 6   | 7  | Mark Webber          | Williams-BMW      | 1 min 15 s 070 | + 0 s 752 |
| 7   | 8  | Nick Heidfeld        | Williams-BMW      | 1 min 15 s 403 | + 1 s 083 |
| 8   | 4  | Takuma Satō          | BAR-Honda         | 1 min 15 s 501 | + 1 s 181 |
| 9   | 16 | Jarno Trulli         | Toyota            | 1 min 15 s 532 | + 1 s 212 |
| 10  | 15 | Christian Klien      | Red Bull-Cosworth | 1 min 15 s 635 | + 1 s 315 |
| 11  | 14 | David Coulthard      | Red Bull-Cosworth | 1 min 15 s 679 | + 1 s 359 |
| 12  | 17 | Ralf Schumacher      | Toyota            | 1 min 15 s 689 | + 1 s 369 |
| 13  | 12 | Felipe Massa         | Sauber-Petronas   | 1 min 16 s 009 | + 1 s 691 |
| 14  | 11 | Jacques Villeneuve   | Sauber-Petronas   | 1 min 16 s 012 | + 1 s 694 |
| 15  | 2  | Rubens Barrichello   | Ferrari           | 1 min 16 s 230 | + 1 s 910 |
| 16  | 21 | Christijan Albers    | Minardi-Cosworth  | 1 min 17 s 519 | + 3 s 199 |
| 17  | 20 | Robert Doornbos      | Minardi-Cosworth  | 1 min 18 s 313 | + 3 s 993 |
| 18  | 18 | Tiago Monteiro       | Jordan-Toyota     | 1 min 18 s 599 | + 4 s 279 |
| 19  | 10 | Juan Pablo Montoya   | McLaren-Mercedes  | pas de temps   |           |
| 20  | 19 | Narain Karthikeyan   | Jordan-Toyota     | pas de temps   |           |

## Classement
| Pos  | No | Pilote               | Écurie            | Tours | Temps/Abandon                      | Grille | Points |
| ---- | -- | -------------------- | ----------------- | ----- | ---------------------------------- | ------ | ------ |
| 1    | 5  | Fernando Alonso      | Renault           | 67    | 1 h 26 min 28 s 599 (212,629 km/h) | 3      | 10     |
| 2    | 10 | Juan Pablo Montoya   | McLaren-Mercedes  | 67    | + 22 s 569                         | 20     | 8      |
| 3    | 3  | Jenson Button        | BAR-Honda         | 67    | + 24 s 611                         | 2      | 6      |
| 4    | 6  | Giancarlo Fisichella | Renault           | 67    | + 50 s 587                         | 4      | 5      |
| 5    | 1  | Michael Schumacher   | Ferrari           | 67    | + 51 s 690                         | 5      | 4      |
| 6    | 17 | Ralf Schumacher      | Toyota            | 67    | + 52 s 242                         | 12     | 3      |
| 7    | 14 | David Coulthard      | Red Bull-Cosworth | 67    | + 52 s 700                         | 11     | 2      |
| 8    | 12 | Felipe Massa         | Sauber-Petronas   | 67    | + 56 s 570                         | 13     | 1      |
| 9    | 15 | Christian Klien      | Red Bull-Cosworth | 67    | + 1 min 09 s 818                   | 10     |        |
| 10   | 2  | Rubens Barrichello   | Ferrari           | 66    | + 1 tour                           | 15     |        |
| 11   | 8  | Nick Heidfeld        | Williams-BMW      | 66    | + 1 tour                           | 7      |        |
| 12   | 4  | Takuma Satō          | BAR-Honda         | 66    | + 1 tour                           | 8      |        |
| 13   | 21 | Christijan Albers    | Minardi-Cosworth  | 65    | + 2 tours                          | 16     |        |
| 14   | 16 | Jarno Trulli         | Toyota            | 64    | + 3 tours                          | 9      |        |
| 15   | 11 | Jacques Villeneuve   | Sauber-Petronas   | 64    | + 3 tours                          | 14     |        |
| 16   | 19 | Narain Karthikeyan   | Jordan-Toyota     | 64    | + 3 tours                          | 19     |        |
| 17   | 18 | Tiago Monteiro       | Jordan-Toyota     | 64    | + 3 tours                          | 18     |        |
| 18   | 20 | Robert Doornbos      | Minardi-Cosworth  | 63    | + 4 tours                          | 17     |        |
| Nc.  | 7  | Mark Webber          | Williams-BMW      | 55    | + 12 tours                         | 6      |        |
| Abd. | 9  | Kimi Räikkönen       | McLaren-Mercedes  | 32    | Panne hydraulique/Moteur           | 1      |        |

## Pole position et record du tour
- Pole position : Kimi Räikkönen en 1 min 14 s 320
- Tour le plus rapide : Kimi Räikkönen en 1 min 14 s 873 au 24e tour.

## Tours en tête
- Kimi Räikkönen : 35 (1-35)
- Fernando Alonso : 32 (36-67)

## Statistiques
- 7e victoire pour Fernando Alonso.
- 24e victoire pour Renault en tant que constructeur.
- 104e victoire pour Renault en tant que motoriste.
- 1er Grand Prix pour Robert Doornbos.
- Juan Pablo Montoya reçoit une pénalité de 10 places dans la grille de départ pour avoir changé de moteur.
- Pour la première fois depuis le Grand Prix des Pays-Bas 1962, avec Carel Godin de Beaufort et Ben Pon, deux pilotes néerlandais sont présents sur la ligne de départ (Christijan Albers et Robert Doornbos).